# Demigod
Demigod war eine Death-Metal-Band aus Loimaa, Finnland.

## Geschichte
Ihr Debütalbum Slumber of Sullen Eyes veröffentlichte die Band über das kleine spanische Label Drowned Productions. Nachdem das Label die Arbeit einstellte, stand die Band wieder ohne Vertrag da. Es wurden noch weitere Demos aufgenommen, bevor sich die Band kurzzeitig auflöste.
Nach einiger Zeit kamen die Mitglieder wieder zu Proben zusammen und arbeiteten an neuem Material. 1998 entschieden sie sich zur Wiederbelebung der Band. Trotz einiger Schwierigkeiten mit dem Line-up wurde 2001 ein Vertrag bei Spikefarm Records unterschrieben und 2002 konnte das zweite Album Shadow Mechanics 10 Jahre nach dem ersten veröffentlicht werden. Anfang 2006 trennten sich Band und Label voneinander, dennoch arbeiteten Demigod am dritten Album. Dieses wurde schließlich 2007 unter dem Titel Let Chaos Prevail über Xtreem Music veröffentlicht.
Im November 2008 löste sich die Band erneut auf.

## Diskografie
- 1990 – Unholy Domain (Demo)
- 1992 – Promo (Demo)
- 1992 – Unholy Domain (Split-EP mit Necropsy)
- 1992 – Slumber of Sullen Eyes (Re-Release 2006)
- 1993 – Promo (Demo)
- 1994 – Promo (Demo)
- 1997 – Promo (Demo)
- 1999 – Promo (Demo)
- 2002 – Shadow Mechanics
- 2007 – Let Chaos Prevail